# Deer Creek (Clarion River)
Der Deer Creek ist ein etwa 23 Kilometer langer rechter Nebenfluss des Clarion River im Clarion County im Nordwesten des US-Bundesstaates Pennsylvania. Er durchfließt die Townships Elk und Beaver und entwässert dabei ein Gebiet von rund 192 Quadratkilometern.

## Verlauf
Der Fluss entspringt nordwestlich von Shippenville im Elk Township und fließt anfangs in südöstliche Richtung. Nach Shippenville nimmt er den Paint Creek auf und durchquert das Pennsylvania State Game Lands 63 in südlicher bis südwestlicher Richtung. Er tangiert den Clarion County Airport und unterquert die Interstate 80, ehe er wenig später in den Clarion River mündet. Der größte Teil seines Flusstales ist bewaldet und unverbaut.